# Distretto di Bajanbulag
Il distretto di Bajanbulag è uno dei venti distretti (sum) in cui è suddivisa la provincia di Bajanhongor, in Mongolia. Conta una popolazione di 2.143 abitanti (censimento 2006). 